# Антон Гихарро, Давид
Давид Анто́н Гиха́рро (исп. David Antón Guijarro; род. 23 июня 1995, Мурсия, Мурсия) — испанский шахматист, гроссмейстер (2013).

## Биография
Антон Гихарро родился в Мурсии и вырос в Мадриде. В шахматы начал играть в 5 лет под руководством отца.
В 2012 году Гихарро завоевал бронзовую медаль на молодёжном чемпионате Европы по шахматам 2012 года в категории до 16 лет, проходившем в Праге. Год спустя он завоевал серебро на юношеском чемпионате мира по шахматам в Эль-Айне в категории до 18 лет. В составе национальной сборной участник 41-й олимпиады (2014) в Тромсё и 2-х командных чемпионатов Европы (2015—2017). В составе клуба «Sestao Naturgas Energia XT» участник 30-го Кубка европейских клубов (2014) в Бильбао.
Участник 5-и личных чемпионатов Европы (2014, 2016—2019). На чемпионате 2014 года в Ереване завоевал серебряную медаль. Участник 4-х Кубков мира по шахматам (2015, 2017, 2019, 2021). В январе 2020 года Гихарро выиграл Тата-Стил-турнир, получив квалификацию на турнир «Masters Tournament» 2021 года. В том же году стал чемпионом Испании по классическим шахматам.

## Изменения рейтинга
| Графики недоступны из-за технических проблем. См. информацию на Фабрикаторе и на mediawiki.org. |